# P.J. Carlesimo
Peter John Carlesimo, detto P.J. (Scranton, 30 maggio 1949), è un allenatore di pallacanestro statunitense, professionista nella NBA.

## Carriera
Ha guidato gli Stati Uniti alle Universiadi di Sheffield 1991.
Con Mike Krzyzewski e Lenny Wilkens, è stato vice di Chuck Daly, nel Dream Team a Barcellona 1992.
Durante la stagione 1996-97, mentre era alla guida dei Warriors, subì un'aggressione, durante un allenamento, dal giocatore Latrell Sprewell.